# 赤谷線
赤谷線（あかたにせん）は、かつて新潟県新発田市の新発田駅と同市の東赤谷駅を結んでいた、日本国有鉄道（国鉄）が運営していた鉄道路線（地方交通線）である。1980年（昭和55年）の日本国有鉄道経営再建促進特別措置法（国鉄再建法）施行を受けて第1次特定地方交通線に指定され、1984年（昭和59年）4月1日に全線が廃止された。
路線名は「あかたに」であるが、赤谷村の村名をはじめ、地域名としては「あかだに」と読まれることも多い。

## 歴史
新発田駅 - 赤谷駅間は、赤谷付近から産出される鉄鉱石の輸送のため、官営製鉄所の専用線として1920年（大正9年）に敷設されたものであるが、第一次世界大戦後の不況のため使用されることなく放置されていたものを、地元の請願を受け、鉄道省が1925年（大正14年）に無償で譲受し、羽越本線の支線扱いで赤谷線として開業したものである。
末端の赤谷駅 - 東赤谷駅間は、鉄鉱山の再開発のため1941年（昭和16年）に延長されたもので、東赤谷には鉱山からの積み出し施設が設置された。東赤谷駅は、33 ‰の急勾配を登ったところにあり、国鉄唯一のスイッチバックの終着駅であった。
1973年度（昭和48年度）では営業係数が706、1975年度（昭和50年度）は893、翌1976年度（昭和51年度）には1048と悪化していき、合理化のため赤谷駅を業務委託化し、米倉駅の駅員削減などを実施した。1981年（昭和56年）には、新発田市外ケ輪小学校の体育館で、労働組合員ら約1000人が集まり、赤谷線の廃線に反対する「住民の足を守る新発田市民会議」を開いた。「赤谷線の存続を勝ち取る決議案」を採択し、会場から新発田駅までの約2 kmをデモ行進した。
廃止間近には魚沼線と共に記念入場券が発売され、予約は4000組を超えた。1984年（昭和59年）3月18日にさよなら列車が運行され、約250人が乗車した。同年同月25日の列車は370人から664人が乗車し、1日の総乗客数は過去最高の約2000人を記録した。東赤谷駅は大混雑で、売店では記念品が飛ぶように売れたという。廃線後、備品はすべて国鉄資材センターに移され、一部は博物館等に寄贈されるか競売に掛けられた。

### 年表
- 1920年（大正9年）：新発田 - 箕立沢（赤谷）が農商務省製鉄所専用線として開業（1925年4月商工省発足に伴い同省に移管）。
- 1925年（大正14年）11月20日：商工省製鉄所専用線の一部を無償譲受し新発田駅 - 赤谷駅 (14.1km) を赤谷線として新規開業。五十公野駅・米倉駅・赤谷駅が開業[11]。
- 1941年（昭和16年）6月1日：赤谷駅 - 東赤谷駅 (4.8 km) を延伸開業し全通。東赤谷駅が開業[12]。
- 1955年（昭和30年）3月：沿線の北蒲原郡五十公野村・米倉村・赤谷村がすべて新発田市に編入され、全線新発田市内となる。
- 1963年（昭和38年）11月15日：新江口駅・新山内駅が開業。
- 1970年（昭和45年）10月：蒸気機関車の運転を廃止（主に新津機関区のC11 245・269）[13][注 3]。
- 1973年（昭和48年）4月1日：東中学校前仮乗降場が開業。
- 1981年（昭和56年）9月18日：第1次特定地方交通線として廃止承認。
- 1984年（昭和59年）
  - 1月20日：全線の貨物営業を廃止[14]。
  - 3月18日：さよなら列車が運行[10]。
  - 4月1日：全線 (18.9 km) を廃止[2]。新潟交通のバスに転換[2]（後に新潟交通北、さらにその後新潟交通観光バスに移管。詳細は後節参照）。

## 運行形態
1970年代時点では、朝3往復・夕方3往復が運行され、沿線の学生による通学利用もあった。特に1973年（昭和48年）に開校した東中学校は、全校生徒のうち半数近くが列車通学であった。廃止間近の1982年（昭和57年）には上下12本が運行され、土曜のみ1往復増便されていた。新発田駅 - 東赤谷駅間の列車のほか、新発田駅 - 米倉駅間の区間列車と米倉駅 - 東赤谷駅間が休日に運休する列車がそれぞれ1本ずつ設定されていた。
貨物列車は鉱山の衰退とともに、一日1往復から月2、3往復と徐々に減便されていき、1984年（昭和59年）1月20日には廃止されている。
赤谷駅 - 東赤谷駅間が急勾配のため、気動車の導入は遅れ、晩年の旅客列車はキハ40系やキハ52形、キハ58系などが、編成中に2エンジン車を含む形で運用された。

## 使用車両

### 蒸気機関車
- 600形[9]
- 870形[9]
- 2120形[9]
- C11形：1972年（昭和47年）で貨物列車の牽引を終了[10]。
- C12形[9]

### 気動車
- キハ20形・キハ52形[9]
- キハ40系
- キハ58系

## 駅一覧
接続路線の事業者名は赤谷線廃止時。全駅新潟県新発田市に所在。
途中駅は赤谷駅以外列車交換不可。赤谷駅は交換設備を持っているが、1番線のみが使用されていた。
| 駅名               | 営業キロ | 営業キロ | 接続路線                       |
| 駅名               | 駅間     | 累計     | 接続路線                       |
| ------------------ | -------- | -------- | ------------------------------ |
| 新発田駅           | -        | 0.0      | 日本国有鉄道：羽越本線・白新線 |
| 東中学校前仮乗降場 | -        | (2.9)    |                                |
| 五十公野駅         | 4.1      | 4.1      |                                |
| 新江口駅           | 2.4      | 6.5      |                                |
| 米倉駅             | 2.0      | 8.5      |                                |
| 新山内駅           | 2.7      | 11.2     |                                |
| 赤谷駅             | 2.9      | 14.1     |                                |
| 東赤谷駅           | 4.8      | 18.9     |                                |

## 廃止後の状況
線路跡地は新発田市へ売却され、サイクリングロード兼遊歩道として整備されている。線路や設備などは一部を除き撤去された。

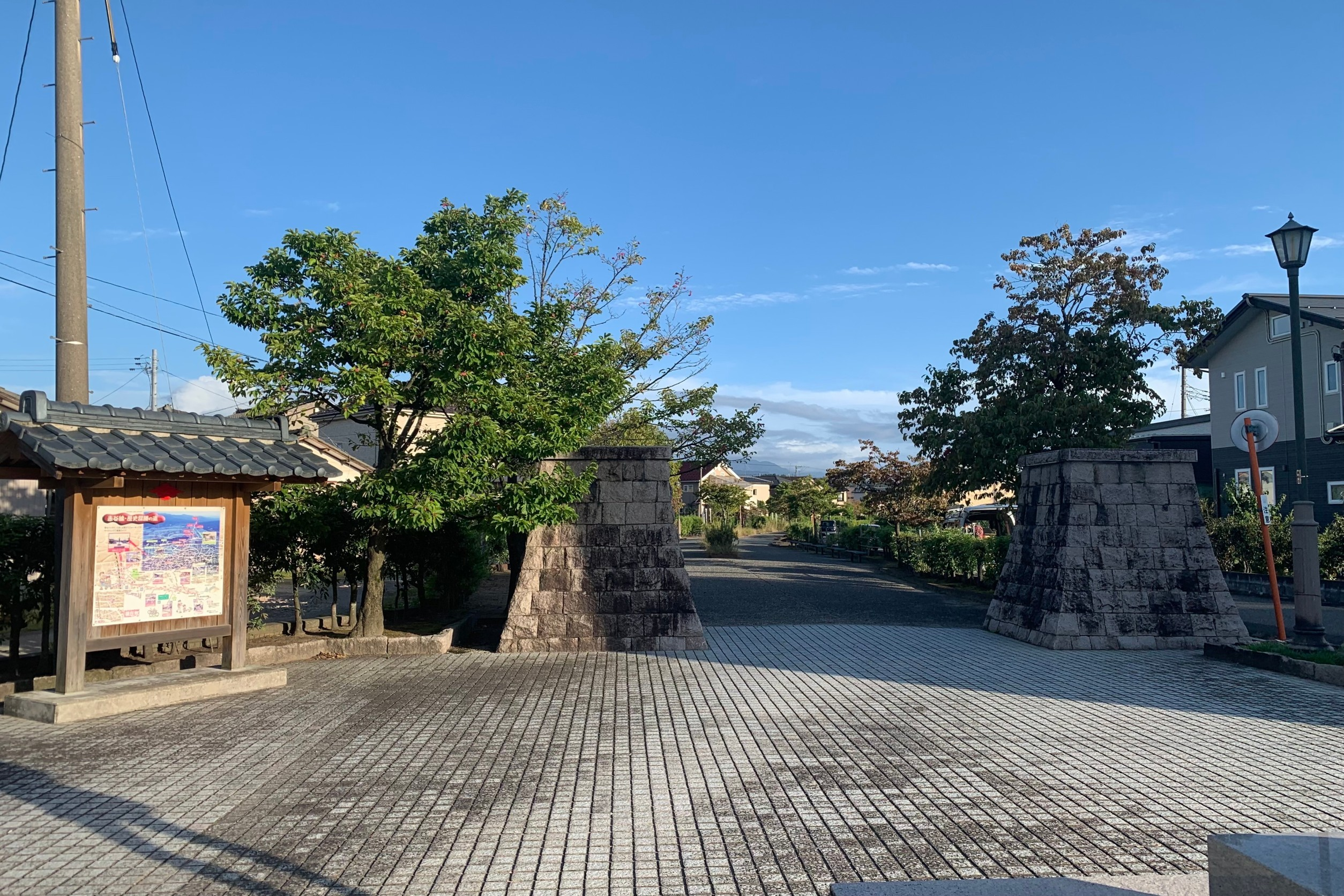
赤谷線サイクリングロード・起点（2021年9月）
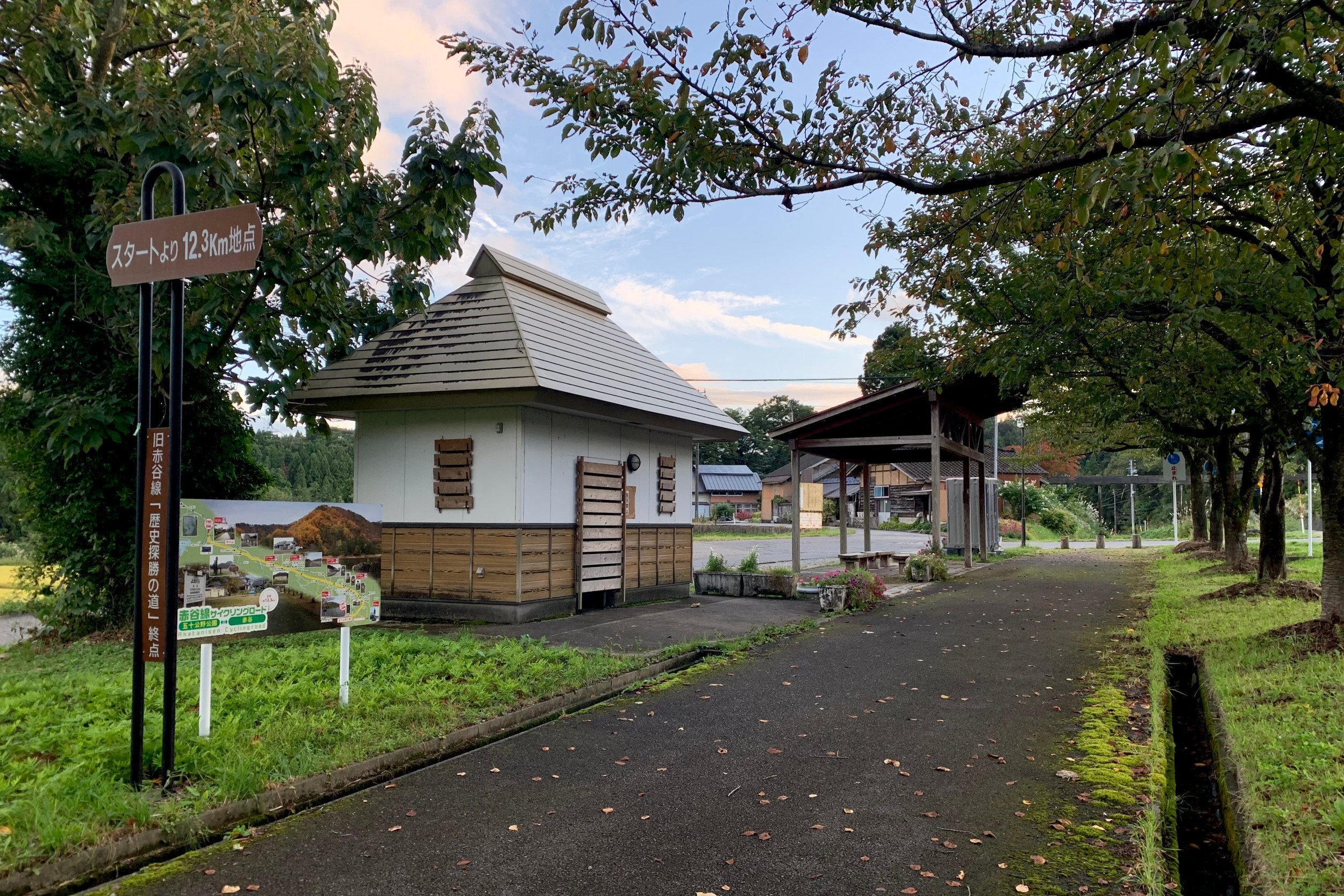
赤谷線サイクリングロード・終点 中々山公園（2021年9月）

## 代替バス
赤谷線は廃止後、並行する新潟県道14号新発田津川線を経由する新潟交通の路線バスに転換された。
廃止前時点で、新発田 - 赤谷間で1日4往復のバスが運行されていたが、列車の廃止後は増便と東赤谷までの延伸が行われた。赤谷 - 東赤谷では大型バスが走行できるよう道路拡幅が行われた。

新発田エリアのバス路線図（2018.4.1改正）

路線バスの運行業務は当初新潟交通が担当していたが、その後2002年（平成14年）に地域子会社の新潟交通北へ移管。さらに2007年（平成19年）、新潟交通の地域子会社3社統合により新潟交通観光バスへ移管した。業務は運行開始以来、新発田営業所が担当し、系統整理や減便などを経ながら下記の路線・系統により運行されていた。なお、2018年（平成30年）3月までは東赤谷まで乗り入れていた。
- （赤谷六軒町線）
  - 新発田営業所 - 新発田駅前 - 新発田高校前 - 五十公野 - 米倉 - 小戸入口 (- 小戸 - 小戸入口) - 山内 - 赤谷六軒町

平日は8往復、土曜・休日は2往復運行。一部便は小戸を経由。

赤谷六軒町線は2023年（令和5年）5月16日に廃止となり、新発田市の委託路線「あかたに路線」に変更された。同路線も新潟交通観光バスが受託している。